# Elkhund szary
Elkhund szary – jedna z ras psa, należąca do grupy szpiców i psów pierwotnych, zaklasyfikowana do sekcji północnych szpiców myśliwskich. Typ wilkowaty. Podlega próbom pracy w Szwecji, Norwegii i Finlandii.

## Użytkowość
Pies myśliwski – wystawiający zwierzynę, używany do polowań na łosie (ang. elk – łoś). W Norwegii wykorzystywany również w wojsku i ratownictwie jako lawinowy pies poszukiwawczy. Sprawdza się jako pies stróżujący.

## Temperament
W wykonywaniu swoich zadań na polowaniu jest bardziej niezależny i samodzielny niż jego bliski krewniak elkhund czarny. Chętny do współpracy z człowiekiem, angażuje się w wykonywane zadania.

## Budowa
Jest to pies o sylwetce zbliżonej do kwadratu. Ma mocną szyję i silny, wysoko osadzony ogon, który jest zakręcony do góry. Sprawia wrażenie elastycznego. Powinien mieć zwarte ciało, ale nie powinien zatracić szybkości i zwinności. Szeroka klatka piersiowa. Kufa powinna mieć taką samą długość jak mózgoczaszka, ale wymiary idealne rzadko się zdarzają.

## Szata i umaszczenie
Umaszczenie występuje w różnych odmianach szarości.
Włos okrywowy często ma zabarwione na czarno końcówki. Jest też twardy i gruby, gdyż jego ojczyzna jest krajem chłodnym.

## Utrzymanie
Elkhund nie ma szczególnych potrzeb, wymaga przede wszystkim regularnego szczotkowania.Źle znosi wysokie temperatury - zdecydowanie woli wtedy spędzać czas w chłodnych zakątkach mieszkania bądź ogrodu niż na wędrówkach. Elkhund ma tendencje do tycia, toteż należy uważać z tym, aby go nie przekarmić.

## Popularność w Polsce
Rasa bardzo rzadko spotykana.